# Пољанце
Пољанце (Старо Пољанце) (алб. Polac) је насеље у општини Србица, Косово и Метохија, Република Србија.

## Историја
Пољанце је формирано 1975. године од насеља Старо Пољанце и Ново Пољанце.

## Становништво
| Демографија | Демографија | Демографија |
| Година      | Становника  | Становника  |
| ----------- | ----------- | ----------- |